# Dendronereides gangetica
Dendronereides gangetica är en ringmaskart som beskrevs av Misra 1999. Dendronereides gangetica ingår i släktet Dendronereides och familjen Nereididae. Inga underarter finns listade i Catalogue of Life.